# Стипулкі-Боркі
Стипулкі-Боркі (пол. Stypułki-Borki) — село в Польщі, у гміні Кобилін-Божими Високомазовецького повіту Підляського воєводства.
Населення — 51 особа (2011).
У 1975-1998 роках село належало до Ломжинського воєводства.

## Демографія
Демографічна структура станом на 31 березня 2011 року:
|          | Загалом | Допрацездатний вік | Працездатний вік | Постпрацездатний вік |
| -------- | ------- | ------------------ | ---------------- | -------------------- |
| Чоловіки | 24      | 3                  | 18               | 3                    |
| Жінки    | 27      | 4                  | 14               | 9                    |
| Разом    | 51      | 7                  | 32               | 12                   |